# Lista de canções número um na Brasil Hot 100 Airplay em 2012

Luan Santana foi quem mais ficou no topo da Brasil Hot 100 Airplay: em maio, com "Incondicional", e de agosto a novembro, com "Te Vivo", totalizando cinco meses não-consecutivos.

Esta é uma lista de canções que atingiram o número um da tabela musical Brasil Hot 100 Airplay em 2012. A lista é publicada mensalmente pela revista Billboard Brasil, que divulga as cem faixas mais executadas nas estações de rádios do país a partir de dados recolhidos pela empresa Crowley Broadcast Analysis. As músicas, de repertório nacional e internacional e de variados gêneros, são avaliadas através da grade da companhia supracitada, que compreendia até então as cidades de São Paulo, Rio de Janeiro, Campinas, Ribeirão Preto, Brasília, Belo Horizonte, Curitiba, Porto Alegre, Recife, Salvador, Fortaleza e Florianópolis, além da região do Vale do Paraíba.
Em 2012, um total de cinco artistas e sete canções alcançaram o primeiro lugar da lista musical. Michel Teló liderou o mês de janeiro com "Ai Se Eu Te Pego", enquanto a inglesa Adele — único músico internacional a atingir o topo da tabela naquele ano — ocupou seu lugar em fevereiro e março com "Someone Like You". Em abril e junho, Teló voltou à colocação mais alta através da faixa "Humilde Residência". Entre esse período, em maio, Luan Santana permaneceu no número um com "Incondicional" e no mês de julho, foi a vez de Thiaguinho em "Sou o Cara pra Você". De agosto a novembro, Santana reapareceu na Brasil Hot 100 Airplay com "Te Vivo", sendo o artista por mais tempo na tabela em 2012 e empatando com Teló pela maior quantidade de músicas no topo: duas para cada um. Roberto Carlos chegou à primeira colocação com "Esse Cara Sou Eu" em dezembro, terminando a trajetória das faixas mais tocadas no Brasil em 2012.

## Histórico
| Mês       | Canção                | Artista                   | Ref.        |
| --------- | --------------------- | ------------------------- | ----------- |
| Janeiro   | "Ai Se Eu Te Pego"    | Michel Teló               | [ 2 ]       |
| Fevereiro | "Someone Like You"    | Adele                     | [ 3 ]       |
| Março     | "Someone Like You"    | Adele                     | [ 3 ]       |
| Abril     | "Humilde Residência"  | Michel Teló               | [ 3 ]       |
| Maio      | "Incondicional"       | Luan Santana              | [ 4 ]       |
| Junho     | "Sonho de Amor"       | Zezé Di Camargo & Luciano | [ 1 ]       |
| Julho     | "Sou o Cara pra Você" | Thiaguinho                | [ 5 ]       |
| Agosto    | "Te Vivo"             | Luan Santana              | [ 6 ]       |
| Setembro  | "Te Vivo"             | Luan Santana              | [ 7 ] [ 8 ] |
| Outubro   | "Te Vivo"             | Luan Santana              | [ 9 ]       |
| Novembro  | "Te Vivo"             | Luan Santana              | [ 10 ]      |
| Dezembro  | "Esse Cara Sou Eu"    | Roberto Carlos            | [ 11 ]      |